# Ibn Yacoub
Ibn Yacoub (en àrab ابن يعقوب, Ibn Yaʿqūb; en amazic ⵉⴱⵉⵄⵇⵓⴱ) és una comuna rural de la província de Tata, a la regió de Souss-Massa, al Marroc. Segons el cens de 2014 tenia una població total de 2.919 persones.